# Incarnate
Incarnate – siódmy studyjny album amerykańskiej grupy metalcore'owej Killswitch Engage. Premiera została wyznaczona na 11 marca 2016. 
Singlami z płyty były kolejno utwory "Strength of the Mind" (2015, promocyjny), "Hate By Design" (29 stycznia 2016), "Cut Me Loose" (19 lutego 2016). Do tychże utworów nakręcono teledyski.

## Lista utworów
1. "Alone I Stand" – 4:30
2. "Hate by Design" – 3:47
3. "Cut Me Loose" – 3:02
4. "Strength of the Mind" – 3:48
5. "Just Let Go" – 3:04
6. "Embrace the Journey...Upraised" – 5:26
7. "Quiet Distress" – 3:47
8. "Until the Day" – 2:56
9. "It Falls on Me" – 3:46
10. "The Great Deceit" – 3:08
11. "We Carry On" – 3:24
12. "Ascension" – 3:14

Edycja specjalna albumu
13. "Reignite" - 2:59
14. "Triumph Through Tragedy" - 2:40
15. "Loyalty" [Catch the Throne: The Mixtape Volume 2] - 3:51

## Twórcy
Skład zespołu
- Jesse Leach – śpiew
- Adam Dutkiewicz – gitara prowadząca, miksowanie, produkcja muzyczna
- Joel Stroetzel – gitara rytmiczna
- Mike D'Antonio – gitara basowa, projekt okładki
- Justin Foley – perkusja